# Федоровка (Богатівський район)
Федоровка (рос. Фёдоровка) — село в Богатівському районі Самарської області Російської Федерації.
Населення становить 151 особу. Входить до складу муніципального утворення сільське поселення Печинено.

## Історія
Від 2005 року входило до складу муніципального утворення сільське поселення Печинено.

## Населення
| 2010 |
| ---- |
| 151  |